# Jabuka (Pančevo, Srbija)
Jabuka (makedonski: Јабука) je naselje sa 6312 stanovnika u općini Pančevo (8 km sjeverno-zapadno), okrug Južni Banat, u Vojvodini, Srbija. Jabuka je danas nezvanično poznata kao naselje u Srbiji s najvišim postotkom etničkih Makedonaca i kao njihovo važno kulturno središte u Vojvodini.

## Povijest
Početkom 17. stoljeća su slavenski ribari osnovali mjesto Jabuka. 1733. je živjelo 15 obitelji u Jabuci.
Godine 1912. otvorena je nova zgrada osnovne škole u selu, koja je 27. ožujka 1945. dobila ime OŠ Kosta Solev Apostolev.
U prirodnom rezervatu koji se nalazi desno od seoske ulice, između 1941. i 1945. ubijeno je do 3500 ljudi. Postoje razne publikacije, uključujući jednu uzornu publikaciju koja navodi čak 5000 žrtava.
Godine 1961. crkvena zgrada lijevo od Mesne zajednice bila je u opasnosti od urušavanja te ju je trebalo što prije srušiti. Bitan razlog za periodično konstantan sadržaj vlage u opekama bila je činjenica da nije bilo profesionalnih temelja zgrade. Zgrada je korištena kao sakralni objekt za pravoslavna vjerovanja od 4. listopada 1945.

## Stanovništvo
Godine 1652. habsburška vojna komisija u Čenada conscriptirala je cijela stanovništva sela i selektivna regrutirala 11 obitelji prada se nasela u Pančevačka okruga Vojne krajine bez viša konfesionalna definicija.
Godine 1666. habsburška vojna komisija u Čenada conscriptirala je cijela stanovništva sela i selektivna regrutirala 11 obitelji prada se nasela u Pančevačka okruga Vojne krajine bez viša konfesionalna definicija.
Godine 1687. habsburška vojna komisija u Banja Luku conscriptirala je cijelo stanovništvo Gradu i selektivno regrutirala 37 obitelje muslimanske vjerovanjave ijeste da se nasele u Pančevačku okrugu Vojne krajine bez ikakvihu nacionalniju definiciju.
Prema vojnim statistikama, 1788. godine u južnom Banatu živjelo je 5 obitelji pravoslavne vjere, označenih habsburškim nazivom 2 Vlase i 3 Raizen.
Prema vojnim statistikama, 1790. godine u južnom Banatu živjelo je 25 obitelji pravoslavne vjere, označenih habsburškim nazivom Vlasi.
Prema vojnim statistikama, 1802. godine u južnom Banatu živjelo je 15 obitelji pravoslavne vjere, označenih habsburškim nazivom Raitzen.
U mjestu Jabuka živi 14 različitih naroda od čega su većina Srbi (51%) i Makedonci (33%).

## Časni stanovnici
- Lorenc Šaringer, rod. 1794, od 1804. god. bio je zadužen za osnivanje Glogonske Škole sadnje drveća; od 1809. do prve polovice 1815. bio je raspoređen na daljnju obuku u oranžeriju carske palače Bečki Schönbrunn.[11]
- Szaringer István, Királyi Honvédség, ubio ga je bojnik H. Fischer zbog nepoštivanja naredbe 19. listopada 1915. u Kosovskoj Mitrovici.[12]
- Franc Rihart, ubijen 10. listopada 1943. u Sarajevu.[13]
- Josip Neda, rod. 6.12.1923 u Banatski Brestovac, ubijen 10. listopada 1943. u Sarajevu.[14]
- Svetozar Rupić, iz Čačka, umrla 26. veljače 1987. god., Korpus Narodne Odbrane Jugoslavije.[15]

1. ↑  Simo Mladenovski. 1989. Banatskoto selo Jabuka, Skopje, kao privatno izdanje urednika na makedonskom jeziku.
2. ↑  T. Beker, R. Blagoje: Pančevački i južnobanatski Jevreji u holokaustu, Pančevo 2012. God.
3. ↑  Urednik Walter Lukan: Srbija i Crna Gora - prostor i stanovništvo, uključuje objave Arnolda Suppana i drugih osoba, LIT Berlin.
4. ↑  Simo Mladenovski. 1989. Banatskoto selo Jabuka, Skopje, kao privatno izdanje urednika na makedonskom jeziku.
5. ↑  Feliks Mileker, Povijest zajednica Čenada, Banatska knjižnica br. 26
6. ↑  Feliks Mileker, Povijest zajednica Čenada, Banatska knjižnica br. 26
7. ↑  Feliks Mileker, Povijest Grada Vršaca, Banatska knjižnica br. 24
8. ↑  Feliks Mileker, Povijest banatskog dijela donjeg Podunavlja, Banatska knjižnica br. 29
9. ↑  Feliks Mileker, Povijest zajednice Darova, Banatska knjižnica br. 30
10. ↑  Simo Mladebovski, Banatsko selo Jabuka, srpsko izdanje, Skopje 1990.
11. ↑  Povijesna arhiva Grada Pančeva
12. ↑  Povijesni arhiv Pančevo
13. ↑  Simo Mladenovski, Banatsko selo Jabuka, srpsko izdanje, Skopje 1990.
14. ↑  Povijesni arhiv Panćevo.
15. ↑  Povijesni arhiv Pančevo